# 米村恒輝
米村 恒輝（よねむら こうき、2000年2月22日 - ）は、日本の男子バレーボール選手である。

## 来歴
北海道富良野市出身。幼馴染に新設されたバレーボール部に誘われて中学1年生からバレーボールを始める。
東海大学付属札幌高等学校、東海大学湘南キャンパスを経て、2021-22シーズン、V.LEAGUE DIVISION2 MEN（V2男子）に所属するサフィルヴァ北海道（現・北海道イエロースターズ）の内定選手となった。内定選手としてV2男子の試合に出場し、Vリーグデビューを果たした。
2022年、大学卒業後に、サフィルヴァ北海道に入団した。
2023年、サフィルヴァ北海道のチーム名が北海道イエロースターズの変更となり、2023-24シーズンも同チームと契約を結んだ。しかし、その後に、V1男子に所属するヴォレアス北海道に育成型期限付き移籍となり、V1でプレーすることとなった。同シーズンのV1男子の試合に出場し、V1デビューを果たした。
シーズン終了後、期限付き移籍が終了しイエロースターズに復帰。6月に契約継続が発表されたが、7月に規約違反行為により契約解除が発表された。

## 所属チーム
- 東海大学付属札幌高等学校（2015-2018年）
- 東海大学湘南キャンパス（2018-2022年）
- サフィルヴァ北海道/北海道イエロースターズ（2022-2024年）
  - ヴォレアス北海道（2023-2024年）